# Saint-Lary (Gers)
Saint-Lary é uma comuna francesa na região administrativa de Occitânia, no departamento de Gers. Estende-se por uma área de 9,67 km². Em 2010 a comuna tinha 283 habitantes (densidade: 29,3 hab./km²).